# SkyShowtime 2
A SkyShowtime 2 a SkyShowtime második lineáris csatornája, amely vonzó tartalmakat kínál az egész család számára. Napközben családi filmeket és gyermekműsorokat vetít, este pedig vígjátékokat, drámákat, thrillereket és akciófilmeket. A csatorna 2024. november 27-én indult a SkyShowtime 1-el együtt.

## Története
A csatorna az indulása napján, 2024. november 27-én látott napvilágot, amikor a Magyar Telekom bejelentette, hogy először náluk lesz elérhető tévé előfizetésével közös csomagban a “Telekom TV L + SkyShowtime” csomag részeként a SkyShowtime 1 és SkyShowtime 2 prémium televíziós filmcsatorna.